# Merrill Lynch
Merrill Lynch & Co., Inc. (NYSE: MER TYO: 8675) es una compañía estadounidense que, a través de sus subsidiarias y afiliadas, ofrece servicios en el mercado de capitales, inversiones bancarias, asesoría consultiva, gestión de capital, gestión de activos, seguros y servicios de banca. Fue fundada en 1914 por Charles E. Merrill y Edmund C. Lynch y adquirida por el Banco de América por 44.000 millones de dólares en septiembre de 2008 para salvarla de la crisis de las hipotecas subprime. Opera en más de 40 países alrededor del mundo. Su director ejecutivo, junto con los de Goldman Sachs, AIG, Lehman Brothers, Bear Stearns y Magnetar obtuvieron, por su gestión durante la Crisis financiera de 2008, el Premio Ig Nobel de Economía en 2010.

## Subsidiarias
- Financial Data Services, Inc.
- Merrill Lynch Europe PLC
- Merrill Lynch, Pierce, Fenner & Smith Incorporated (PFS)
- Merrill Lynch Bank USA
- Merrill Lynch Bank & Trust Co., FSB
- Merrill Lynch International (MLI)
- Merrill Lynch Government Securities, Inc (GSI)
- Merill Lynch Japan (MLJ)
- Merrill Lynch Canada (MLC)
- Merrill Lynch (India) Technology Services (MLITS)